# Ostrava Open 2022
Ostrava Open 2022 (còn được biết đến với AGEL Open vì lý do tài trợ) là một giải quần vợt WTA thi đấu trên mặt sân cứng trong nhà. Giải đấu diễn ra tại Ostrava Arena ở Ostrava, Cộng hòa Séc, từ ngày 3 đến ngày 9 tháng 10 năm 2022.
Đây là lần thứ 3 giải đấu được tổ chức thay thế cho các giải quần vợt ở Trung Quốc trong năm 2022 bị hủy vì đại dịch COVID-19, cũng như do lo ngại về an ninh và sức khỏe của cựu vận động viên quần vợt WTA Peng Shuai sau cáo buộc cô bị lạm dụng tình dục bởi một thành viên cấp cao của chính phủ Trung Quốc, và các giải quần vợt ở Nga do cuộc tấn công vào Ukraina.

## Nội dung đơn

### Hạt giống
| Quốc gia | Tay vợt             | Xếp hạng1 | Hạt giống |
| -------- | ------------------- | --------- | --------- |
| POL      | Iga Świątek         | 1         | 1         |
| ESP      | Paula Badosa        | 3         | 2         |
| EST      | Anett Kontaveit     | 4         | 3         |
| GRE      | Maria Sakkari       | 7         | 4         |
|          | Daria Kasatkina     | 11        | 5         |
| SUI      | Belinda Bencic      | 14        | 6         |
| BRA      | Beatriz Haddad Maia | 15        | 7         |
| LAT      | Jeļena Ostapenko    | 17        | 8         |

- Bảng xếp hạng vào ngày 26 tháng 9 năm 2022.

### Vận động viên khác
Đặc cách:
- Petra Kvitová
- Tereza Martincová
- Karolína Muchová

Vượt qua vòng loại:
- Anna Blinkova
- Eugenie Bouchard
- Caty McNally
- Alycia Parks
- Bernarda Pera
- Ajla Tomljanović

### Rút lui
Trong giải đấu
- Belinda Bencic

### Bỏ cuộc
- Anett Kontaveit
- Ajla Tomljanović

## Nội dung đôi

### Hạt giống
| Quốc gia | Tay vợt          | Quốc gia | Tay vợt             | Xếp hạng† | Hạt giống |
| -------- | ---------------- | -------- | ------------------- | --------- | --------- |
| USA      | Desirae Krawczyk | NED      | Demi Schuurs        | 27        | 1         |
| KAZ      | Anna Danilina    | BRA      | Beatriz Haddad Maia | 43        | 2         |
| POL      | Alicja Rosolska  | NZL      | Erin Routliffe      | 71        | 3         |
| BEL      | Kirsten Flipkens | GER      | Laura Siegemund     | 82        | 4         |

- 1 Bảng xếp hạng vào ngày 26 tháng 9 năm 2022.

### Vận động viên khác
Đặc cách:
- Nikola Bartůňková /  Barbora Palicová

### Rút lui
Trước giải đấu
- Chan Hao-ching /  Zhang Shuai → thay thế bởi  Georgina García Pérez /  Ingrid Neel
- Kirsten Flipkens /  Sara Sorribes Tormo → thay thế bởi  Angelina Gabueva /  Anastasia Zakharova
- Vivian Heisen /  Monica Niculescu → thay thế bởi  Anna-Lena Friedsam /  Vivian Heisen
- Nicole Melichar-Martinez /  Laura Siegemund → thay thế bởi  Lucie Hradecká /  Linda Nosková

## Nhà vô địch

### Đơn
- Barbora Krejčíková đánh bại  Iga Świątek 5–7, 7–6(7–4), 6–3

### Đôi
- Caty McNally /  Alycia Parks đánh bại  Alicja Rosolska /  Erin Routliffe, 6–3, 6–2